# 黃繼兒
黃繼兒（英語：Stephen Wong Kai-yi；1954年9月28日—），香港公務員，擁有大律師執業資格，自2015年8月4日起擔任個人資料私隱專員直至2020年8月3日。

## 背景
黃繼兒在1972年畢業於王肇枝中學中五年級後（1967年入學），轉到英華書院升讀預科。他在1986年加入律政署任職政府律師，直至2007年離開律政司前曾出任助理刑事檢控專員及副法律政策專員等職位。其後在2007至2012年以首長級人員身份擔任香港駐外官員，包括先後派駐香港駐布魯塞爾經濟貿易辦事處及香港駐柏林經濟貿易辦事處，他更在駐柏林經貿辦擔任處長。

## 個人資料私隱專員任內
2019年10月25日，高等法院批出臨時禁制令，禁止披露警員及其家屬個人資料。黃繼兒在出席無綫電視節目《講清講楚》時表示，禁制令有助私隱專員公署的工作。

## 爭議
黃繼兒上任個人資料私隱專員後，私隱專員公署兩年半內有近半員工請辭，包括最少3個部門主管，使黃繼兒的管理手法受到質疑。黃繼兒稱只屬「正常人事變動」，和其管理無關。